# آئودی روزمیر
آئودی روزمیر (Audi Rosemeyer) خودرویی است.طراحی آن موتور وسط و خودرو چهار چرخ محرک بوده سیستم جعبه‌دندهٔ آن ۶ دنده به صورت دستی است.

## نگارخانه

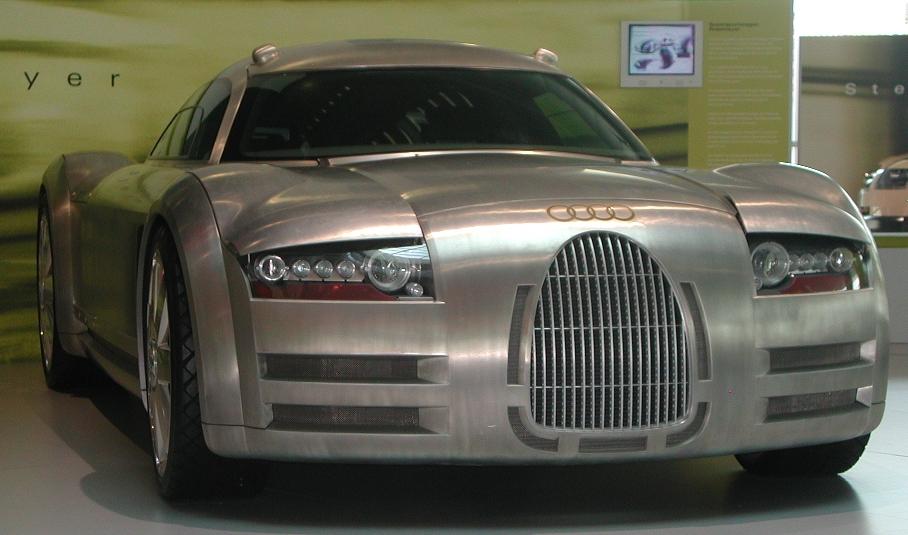
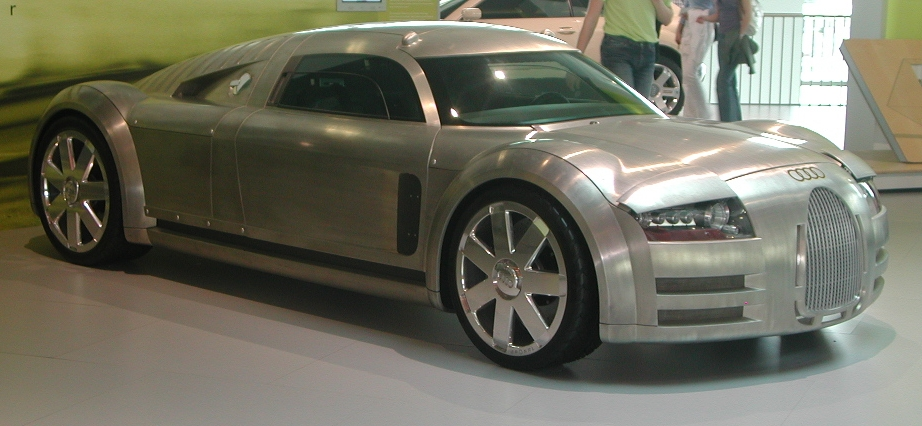
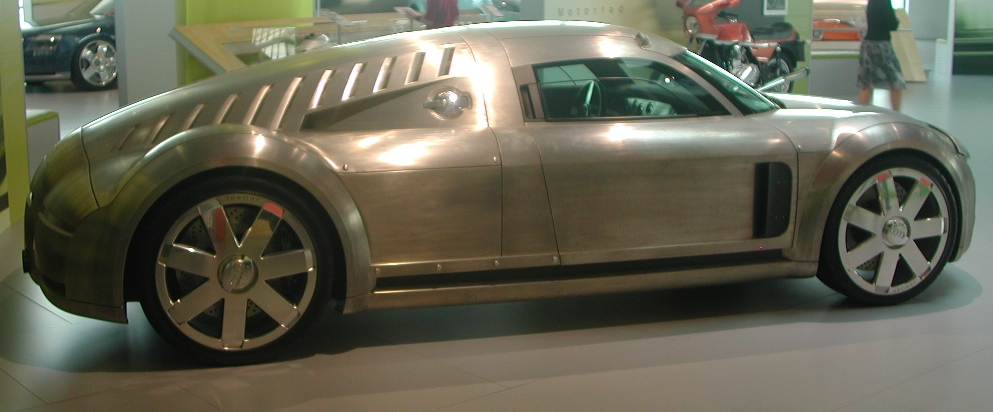